# Léonie Geisendorf
Léonie Geisendorf (født 8. april 1914 i Łódź, død 17. marts 2016 i Paris) var en polskfødt svensk arkitekt, der var bosat i Sverige det meste af sit professionelle liv. Fra 1995 var Léonie Geisendorf æresdoktor ved Arkitekturskolan på Kungliga Tekniska högskolan i Stockholm.
Hun boede i Paris fra 2009 og frem til sin død. I april 2014 fyldte hun 100 år og blev dermed en af de ældste nulevende arkitekter i verden. Geisendorf var et forbillede for flere generationer af svenske arkitekter. Hun var gift med arkitekten Charles-Edouard Geisendorf.

## Liv og karriere
Léonie Geisendorf fik studentereksamen i 1932 og blev herefter uddannet på Eidgenössische Technische Hochschule Zürich fra 1933–1938 Under sine studier var hun et par gange i praktik hos Le Corbusier i Paris, som blev hendes inspirator og lærer. I 1938, umiddelbart efter praktikken, kom hun til Sverige, hvor hun fik ansættelse hos Sven Ivar Lind, Kooperativa förbundets arkitektkontor og Paul Hedqvist. I 1940 giftede hun sig med sin medstuderende Charles-Edouard Geisendorf. Fra 1944 til 1950 studerede hun på Konsthögskolans arkitekturskola i Stockholm.
Hendes første selvstændige arbejde fandt sted i forbindelse med en konkurrencedeltagelse, hvor hun foreslog en ny bestyrelsesbygning i Stockholm i et samarbejde med Ralph Erskine og Curt Laudon. Forslaget blev dog aldrig realiseret, men modtog alligevel førstepræmien. I 1950 startede hun sit eget arkitektfirma (L. & C. E. Geisendorf) med sin mand Charles Edouard. I mange år var kontoret placeret på Engelbrektsgatan 25. Hendes tidlige værker (i samarbejde med sin mand Charles-Edouard) omfatter bl.a. Villa Ranängen i Djursholm (1950–51) og Riksrådsvägens rækkehusområde i Skarpnäck, det sydlige Stockholm (1953-56).
Som med rækkehusene forsøgte Léonie Geisendorf ligeledes at ændre den etablerede lokalplan for studieboligerne i Rio-kvarteret ved Gärdet i Stockholm. Riksrådsvägen modtog en ny, løsere byggeplan, der tog hensyn til eksisterende terræn og vegetation. I Rio-kvarteret så hun flere forskellige muligheder, blandt hvilke hun fremlagde en skitse til tre runde tårne. Ideen om tårnene blev dog til sidst opgivet, og byplanen med fire lejlighedskomplekser blev i stedet fulgt, dog blev kun ét af husene realiseret i sidste ende (i dag kaldet "Firetallet" og afsluttet i 1966).

### Corso
I 1965 deltog hun sammen med Ralph Erskine og Anders Tengbom (de kaldte sig "EGT-gruppen") i en idékonkurrence for området syd for Sergels Torg, som blev annonceret af Stockholms kommun og Sveriges Riksbank i forbindelse med Norrmalms totalfornyelse. Da den afgørende beslutning om valget af et egnet projekt skulle tages, stod "finalen" mellem deres EGT-bidraget Corso på den ene side og Peter Celsings bidrag på den anden. Flere medlemmer af konkurrencerådet mente, at EGT-gruppens forslag var bedre, og bestyrelsen besluttede i første omgang at antage forslaget. I deres forslag blev byens to centre forenet (Sergels Torg og Gustav Adolfs Torg) både visuelt, funktionelt og trafikteknisk, men det afveg fra den etablerede byplan fra 1962 og efter en livlig debat blev Peter Celsings forslag i stedet gennemført.

### Den katolske kirke ved Kungsträdgården
I 1963 fik Geisendorf til opgave af Sankt Eugenia katolske kirke at tegne en ny kirkebygning på Kungsträdgårdsgatan 12, i et projekt udført i samarbejde med arkitekten Holger Blom. Byggetilladelse til ejendommen Katthavet 7 blev annonceret i 1967, og i slutningen af 1970 var bygningen færdigtegnet. Ved etableringen af den nye bygning, skulle en ældre ejendom fra 1886 rives ned, dengang opført efter tegninger af Hjalmar og Axel Kumlien, men i dårlig stand. Men efter Norrmalms totalfornyelse med tilhørende nedrivninger og den nye cityplan fra 1977 (som grundlæggende forbød yderligere nedrivninger i Stockholms innerstad), stod det klart, at projektet ikke ville blive realiseret. Menigheden fik senere genopbygget kirkebygningen af en anden arkitekt.

### Projektet "Upp i vind"
Geisendorf indsendte mange forslag samt redegørelser og deltog i en lang række arkitektkonkurrencer. "Upp i vind" kaldte hun sit bidrag til et nyt riksdagshus på Helgeandsholmen inden for rammerne af en nordisk arkitektkonkurrence i 1971. Hendes forslag indeholdt en skitse til helt nye bygninger, der stod i stærk kontrast til den ældre historiske arkitektur (bl.a. Stockholms Slot) i nærheden, idet der var tale om flere moderne pyramideformede bygninger med kontorer, møderum og plenumsale, omgivet af vand til flere sider. Det hele lignede en stor og luftig vandskulptur, der "skinner i vinternatten og er gennemsigtig om sommeren". Konkurrencejuryen sagde blandt andet: "Forslaget er i mange henseender gennemtænkt og er kendetegnet ved en formel dygtighed. Prisnævnet finder imidlertid ikke, at dets grundlæggende princip kan realiseres." Inden for rammerne af udstillingen "Upp i vind" på Arkitektur- och designcentrum i 2014, udarbejdede Wingårdh Arkitektkontor en billedmontage, der viser Geisendorfs vision for fremtidige bygninger på Helgeandsholmen.

### I Le Corbusiers fodspor
Geisendorfs arbejde var præget af senmodernismens idealer i Le Corbusiers ånd med stærke råmaterialer og strukturer i ubehandlet beton. Hendes værker tilskrives også generelle træk fra brutalisme og strukturalisme. Eksempler på dette er Villa Delin på Strandvägen 43 på Djursholm. Bygningen med dens avantgarde-design i rå beton blev opført i 1966-1970.

### Død
Léonie Geisendorf døde den 17. marts 2016 i en alder af 101 år.

## Billeder af udvalgte værker
- Riksrådsvägens rækkehusområde
- Fra det samme rækkehusområde
- Villa Ranängen
- Sankt Görans gymnasium
- Fra gymnasiet Sankt Görans
- Villa Delin
- Studenterboligblokken Firetallet
- Sankt Eugenia katolske kirke (ikke gennemført projekt)

## Udvalgte værker
- Nyt bestyrelseshus i Stockholm, førstepræmie i konkurrence sammen med Ralph Erskine og Curt Laudon (ikke opført) 1947
- Villa Ranängen, Väringavägen 25 i Djursholm, 1950–1951
- Riksrådsvägens rækkehusområde, Skarpnäck, Stockholm, 1953–1956
- Sommerhus i Spanien, 1956–57
- Villaområde i Cologny (Genevesøen, Schweiz), 1959–1963
- Sankt Görans gymnasium, Stockholm, 1961
- Firetallet, studenterboliger, Värtavägen 66, Stockholm 1966
- Forslag til en ny bygning Corso syd for Sergels Torg i Stockholm, af ETG Group, 1965–1967
- Forslag til et NK Stormarknad i Fittja, Botkyrka kommun, 1967
- Villa Delin, Strandvägen 43 i Djursholm, 1966–1970
- Projekt for en ny katolsk kirke på Kungsträdgårdsgatan, Stockholm, sammen med Holger Blom, 1963–1976
- "Upp i vind" nyt riksdagshus, Stockholm, konkurrence i 1971
- Forslag til nyt bydelscenter i Zürich (schweizisk arkitektkonkurrence), 1971
- Forslag til nybyggeri af Etnografisk Museum, Stockholm, 1972–1973
- Forslag til nye bygninger på Södermalm Stationsområde, Stockholm, 1980
- Forslag til ny bebyggelse (kontorer og boliger) mod Varvsbranten ved Londonviadukten, Stockholm, 1987
- Forslag til nyt Akropolismuseum i Athen, 1990
- Forslag til sommerhus på Dalarö, Haninge kommun, 2005–2007

## Citater
Et udpluk af gamle Léonie Geisendorf-citater vist på udstillingen "Upp i vind", 2014:
- "... Hvis jeg beder en arkitekt om at bygge på en bestemt godkendt måde, også på en moderne måde, er jeg reaktionær." (1946)
- "... Det ufuldkomnes umiddelbarhed og autenticitet har få tilhængere." (1960)
- "... men med sparsommelighed mener jeg den lov og magt, som efter min mening ligger til grund for enhver skabelse. Det svære ved loven er, at den skal følges frivilligt, og man skal elske den." (1963)
- "... Arkitektur er et stærkt sprog – det berører vores sanser og følelser, det sætter gang i vores fantasi. Det er et poetisk sprog og en poetisk handling." (1982)

## Personlige billeder
- Med en model af Sankt Görans gymnasium (1957)
- Foran Sankt Görans gymnasium (1960)
- Med Anders Tengbom (t.v.) og Ralph Erskine. Foto: 1966
- I sin Karmann Ghia, til veteranbilsrallyet på Gärdet i 1990